# 琳达·厄门
琳达·厄门（挪威語：Linda Ørmen，1977年3月22日—），挪威女子足球运动员。她曾代表挪威国家队参加1999年和2003年国际足联女子世界杯，其中1999年世界杯获得第四名，2003年世界杯则获得第七名。